# Holmesburg Prison-experimenten
De Holmesburg Prison-experimenten waren medische experimenten, uitgevoerd op vooral zwarte gevangenen van Holmesburg Prison in Philadelphia in de Verenigde Staten. De experimenten vonden plaats van 1951 tot 1974.

## Verloop van de testen
De testen werden uitgevoerd onder leiding van dermatoloog Albert M. Kligman, indertijd verbonden aan de Universiteit van Pennsylvania. De honderden testen varieerden van testen voor cosmetica en verzorgingsproducten (shampoo, deodorant en tandpasta) tot en met onderzoek naar de effecten van dioxine, radioactieve isotopen en drugs (LSD). Dit in opdracht van ruim dertig farmaceutische en chemische bedrijven (waaronder Pfizer en Johnson & Johnson) en (overheids)instellingen als het leger en de CIA. De proefkonijnen werden betaald, maar kregen weinig of niets te horen over de aard en de risico's van de testen. Dankzij de experimenten verdienden Kligman en de universiteit vele miljoenen. Kligman werd rijk door onder meer de uitvinding van de anti-rimpelcrème Retin-A, getest op gevangenen. 
Na sluiting van de laboratoria in de gevangenis, vernietigde Kligman alle relevante documenten. 
In 2000 sleepten zo'n driehonderd voormalige gevangenen van Holmesburg Prison de Universiteit van Pennsylvania, Dow Chemical, Johnson & Johnson en Kligman vergeefs voor de rechtbank. Volgens de advocaat van de gevangenen was de meerderheid van de gevangenen overleden en hadden zij die nog leefden een slechte gezondheid.
Over de experimenten in Holmesburg Prison schreef Allan M. Hornblum twee boeken.
De experimenten worden wel vergeleken met het Tuskegee-syfilisonderzoek, waarbij eveneens  zwarte Amerikanen dienden als proefkonijn.

## Regelgeving
In 1978 werden federale regels ingevoerd, waardoor alleen onderzoek met weinig risico werd toegestaan. Door allerlei wetgeving en regels aan universiteiten waren medische experimenten in gevangenissen enkele jaren later zo goed als verleden tijd.
In een artikel in 2002 schreef Silja Talvi dat in veel gevangenissen in Amerikaanse staten weer onderzoeken worden gedaan, onder meer in Texas. In 2006 kwam de Institute of Medicin van de National Academy of Sciences met een rapport, waarin wordt aanbevolen onder strenge regels weer biomedische experimenten in gevangenissen toe te staan (het rapport 'Ethical considerations for Research Involving Prisoners').